# Nyhetsbyrån Direkt
Nyhetsbyrån Direkt är en nyhetsbyrå för digitalt distribuerade nyheter om primärt den svenska finansmarknaden och i andra hand den internationella, främst USA:s. Verksamheten startade i Sverige 1988. Nyhetsbyrån har avtal med exempelvis nätmäklare och affärstidningar, som distribuerar dess nyheter vidare.
Huvudsakligen handlar det om nyheter som kan anses som marknadspåverkande. Bevakningsområdena är makro (räntor, valutor och råvaror) och bolag som är börsnoterade, svenska och utländska. En central del i rapporteringen utgörs av löpande makroekonomisk statistik, bevakning av penningpolitik samt börsnoterade bolags kvartalsrapporter. Utfallen jämförs med hur de står sig mot analytikers prognoser, vilket sammanställs av nyhetsbyråns systerorganisation Infront Data. 
Under 2005 etablerades studio och webb-tv-sändningar. 
Företaget ägdes tidigare av den svenska affärsinformationskoncernen Bisnode, men såldes under slutet av 2008 till norska Infront AS, som noterades på Oslobörsen hösten 2017.
VD sedan 2015, tillika chefredaktör sedan flera år dessförinnan, är (april 2018) Lars Östlund. Hans vd-företrädare Torun Reinhammar var styrelseledamot från 2015 tills strax före Infronts börsnotering 2017.
I oktober 2023 stänger Nyhetsbyrån Direkt sitt Brysselkontor.